# Leur kultur
 (juillet 2025).
Pour plus de détails, voir Fiche technique et Distribution.
Leur kultur (allemand : culture) est un film muet français réalisé par Léonce Perret et sorti en 1915.

## Synopsis
Pendant la guerre, une actrice de cinéma devient infirmière et soigne un officier prussien.

## Fiche technique
- Réalisation : Léonce Perret
- Chef-opérateur : Georges Specht
- Société de production : Société des Établissements L. Gaumont
- Pays d'origine : France
- Format : Muet - Noir et blanc
- Genre : Court métrage
- Année de sortie : 1915

## Distribution
- Renée Carl